# Hoven (Dacota do Sul)
Hoven é uma cidade  localizada no estado norte-americano de Dacota do Sul, no Condado de Potter.

## Demografia
Segundo o censo norte-americano de 2000, a sua população era de 511 habitantes.
Em 2006, foi estimada uma população de 431, um decréscimo de 80 (-15.7%).

## Geografia
De acordo com o United States Census Bureau tem uma área de
0,8 km², dos quais 0,8 km² cobertos por terra e 0,0 km² cobertos por água. Hoven localiza-se a aproximadamente 581 m acima do nível do mar.

## Localidades na vizinhança
O diagrama seguinte representa as localidades num raio de 28 km ao redor de Hoven.